# Rondo Obornickie
Rondo im. Edwarda Dembowskiego (pot. Obornickie) – zbudowane w latach 90. XX wieku rondo w Poznaniu, znajdujące się na granicy Winiar i Piątkowa. Nosi imię Edwarda Dembowskiego, polskiego działacza lewicy niepodległościowej z czasów zaborów. Mimo to, na oznakowaniu w ramach Systemu Informacji Miejskiej widnieje nazwa potoczna. Rondo pokrywa się z planowanym przebiegiem III ramy komunikacyjnej. Krzyżują się na nim następujące ulice:
| Ulica                 | Kierunek | Uwagi |
| --------------------- | -------- | --- |
| ul. Lechicka          | →        | Część drogi krajowej nr 92.                                                                                      |
| ul. Lutycka           | ←        | Część drogi krajowej nr 92.                                                                                      |
| ul. Obornicka         | ↑        | Do 19.12.2014 r. była fragmentem drogi krajowej nr 11. Od 01.01.2016 r. przynależy do drogi wojewódzkiej nr 433. |
| ul. Wincentego Witosa | ↓        | Do 19.12.2014 r. była fragmentem drogi krajowej nr 11. Od 01.01.2016 r. przynależy do drogi wojewódzkiej nr 433. |

Obszar na północ od ronda Obornickiego należy do osiedla Piątkowo.

## Obiekty znajdujące się w pobliżu ronda
- pętla tramwajowa Piątkowska (linie 9, 11),
- centrum handlowe Bricoman (dawniej Carrefour, Hypernova, a jeszcze wcześniej Jumbo),
- stacje paliw BP, Shell,
- dyskont Aldi,
- serwis samochodowy FIAT,
- salon Lexus Poznań
- restauracja McDonald’s,
- fragment oryginalnej drogi rokadowej z XIX w. wraz z zachowanym drzewostanem.